# Chrysoteuchia diasterella
Chrysoteuchia diasterella là một loài bướm đêm trong họ Crambidae.